# Heteropatellina
Heteropatellina es un género de foraminífero bentónico de la subfamilia Hergottellinae, de la familia Patellinidae, suborden Spirillinina y del orden Robertinida. Su especie tipo es Heteropatellina frustratiformis. Su rango cronoestratigráfico abarca el Holoceno.

## Clasificación
Heteropatellina incluye a las siguientes especies:
- Heteropatellina frustratiformis, también aceptado como Ungulatelloides frustratiformis